# ويليام تايلور (عسكري)
ويليام تايلور (بالإنجليزية: William Taylor)‏ هو عسكري أمريكي، ولد في 1836 في واشنطن العاصمة في الولايات المتحدة، وتوفي في 6 أبريل 1902 في بالتيمور في الولايات المتحدة.